# Alex Smith
Pour les articles homonymes, voir Alex Smith (homonymie) et Smith.
(en) Statistiques sur pro-football-reference
Alexander Douglas Smith, dit Alex Smith, né le 7 mai 1984 à Seattle (État de Washington), est un joueur américain de football américain qui évoluait au poste de quarterback dans la National Football League (NFL). 
Il a joué pour les 49ers de San Francisco (2005 à 2012), les Chiefs de Kansas City (2013 à 2017) et les Redskins de Washington (équipe plus tard renommée en Washington Football Team, 2018 à 2020).

## Biographie

### Carrière universitaire
Il a joué avec les Utes de l'Utah. Il s'illustre lors de la saison 2004 en lançant 32 passes de touchdown pour seulement 4 interceptions et en réussissant 67,5 % de ses passes pour 2 952 yards gagnées par la passe. Il est nommé joueur offensif de l'année au sein de la division MWC en plus de figurer dans la première équipe d'étoiles All-America. Il termine quatrième dans les votes pour l'obtention du trophée Heisman, remis au meilleur joueur de football américain de la NCAA, derrière Matt Leinart, Adrian Peterson et Jason White.

### Carrière professionnelle

#### 49ers de San Francisco
Il a été drafté au 1er tour (1er choix) en 2005 par les 49ers de San Francisco. Lors de la draft 2005 de NBA et de NFL, pour la première fois, la même université donne les deux no 1 de la draft. L'Université de l'Utah donne Alex Smith numéro un de la draft NFL et Andrew Bogut est numéro un de la Draft de la NBA.
Après plusieurs saisons relativement médiocres, où il ne parvient jamais à faire l'unanimité, ainsi qu'une saison blanche en 2008 due à une blessure à l'épaule, il se révèle durant la saison 2011. Sous la houlette de Jim Harbaugh, il est pour la première fois de sa carrière titularisé durant l'ensemble des matchs de la saison et il emmène son équipe à ses premiers bilans positifs et titre de Division depuis la saison 2002, puis échoue de peu en Finale de Conférence contre les futurs vainqueurs du Super Bowl XLVI, les Giants de New York. Sur le plan statistique, il termine avec seulement 5 interceptions pour 17 touchdowns et 3 144 yards gagnés.
Au cours de la saison 2012, alors qu'il démarre très bien la saison (avec une évaluation de quarterback de 104.1), il est remplacé par le jeune Colin Kaepernick à la suite d'une légère blessure lors d'une rencontre contre les Rams de Saint-Louis au cours de la 10e journée. Si Smith est d'une précision irréprochable, il n'est en revanche pas un joueur de gros gains et engrange assez peu de yards par passe, ce qui pousse Harbaugh à maintenir Kaepernick au poste de titulaire pour le reste de la saison, même après le rétablissement de Smith. Celui-ci assiste ainsi au Super Bowl XLVII sur le banc de touche, comme remplaçant. Il quitte logiquement l'équipe à la fin de la saison après huit années passées à San Francisco.

#### Chiefs de Kansas City
Le 27 février 2013, les 49ers l'échangent aux Chiefs de Kansas City contre deux choix de draft. L'échange est officiel le 12 mars, premier jour de la saison 2013.
Avec les Chiefs, il prend part au Pro Bowl à trois reprises (2013, 2016 et 2017). Durant la saison 2017, il possède la meilleure évaluation parmi les quarterbacks de la ligue avec 104,7.

#### Redskins de Washington/Washington Football Team
Le 30 janvier 2018, il est échangé aux Redskins de Washington contre un choix de troisième tour à la draft de 2018 et le cornerback Kendall Fuller. Le 18 novembre 2018, il est gravement blessé lors de la défaite (23-21) de son équipe face aux Texans de Houston : victime d'une double fracture à la jambe droite, il doit mettre un terme à sa saison.
Après avoir subi une première opération, il développe une fasciite nécrosante potentiellement mortelle résultant en un sepsis. Il doit ainsi subir pas moins de 17 chirurgies dans 4 hôpitaux différents sur une période de 9 mois afin d'éviter une amputation de sa jambe. Il doit également porter un fixateur externe durant son rétablissement. Bien qu'il doit manquer l'entièreté de la saison 2019 et que sa carrière professionnelle risque d'être terminée, il affirme qu'il espère toujours rejouer,. 
En juillet 2020, il est autorisé par les médecins à reprendre les activités sur le terrain avec l'équipe de Washington. Finalement, il fait partie de l'effectif principal de Washington, le considérant apte à jouer, pour le début de la saison 2020, en étant le troisième quarterback de l'équipe derrière Dwayne Haskins et Kyle Allen. Il joue pour la première fois depuis sa blessure lors de la 5e semaine face aux Rams de Los Angeles, en venant en renfort à Kyle Allen qui s'est blessé, retour difficile pour lui puisqu'il ne lance que pour 37 yards à la passe et subit 6 sacks par la défense adverse. Après deux autres matchs au banc, il joue une nouvelle fois, en renfort à Allen qui s'est blessé à la cheville au premier quart-temps contre les Giants de New York. Il est titularisé la semaine suivante contre les Lions de Détroit. Après cette défaite contre les Lions, il aide Washington à remporter quatre parties consécutives. Il quitte toutefois en cours de partie lors de la 14e semaine contre les 49ers de San Francisco après une blessure au mollet et manque les deux parties suivantes. Il revient à temps pour le dernier match du calendrier régulier contre les Eagles de Philadelphie, qui se solde par une victoire et une qualification en phase éliminatoire pour Washington après avoir terminé premier de la division NFC Est. Des complications de sa blessure subie l'empêchent toutefois de jouer le tour préliminaire contre les Buccaneers de Tampa Bay. 
Son retour sur le terrain ayant impressionné plusieurs du fait que sa blessure à la jambe aurait pu mettre fin à sa carrière et entraîner une amputation, il remporte en fin d'année le prix du revenant de l'année dans la NFL. D'un commun accord avec l'équipe, il est libéré par Washington le 5 mars 2021.
Il annonce sa retraite sportive le 19 avril 2021, après 16 saisons passées dans la NFL.

## Statistiques
| Année  | Équipe                   | MJ     |                                    | Passes                             | Passes                             | Passes                             | Passes                             | Passes                             | Passes                             | Passes  |       | Courses | Courses | Courses | Courses |
| Année  | Équipe                   | MJ     | Tentées                            | Réussies                           | Pct.                               | Yards                              | TD                                 | Int.                               | Éval.                              | Tentées | Yards | Moy.    | TD      |         |         |
| 2005   | 49ers de San Francisco   | 9      | 165                                | 84                                 | 50,9                               | 875                                | 1                                  | 11                                 | 40,8                               | 30      | 103   | 3,4     | 0       |         |         |
| 2006   | 49ers de San Francisco   | 16     | 442                                | 257                                | 58,1                               | 2 890                              | 16                                 | 16                                 | 74,8                               | 44      | 147   | 3,3     | 2       |         |         |
| 2007   | 49ers de San Francisco   | 7      | 193                                | 94                                 | 48,7                               | 914                                | 2                                  | 4                                  | 57,2                               | 13      | 89    | 6,8     | 0       |         |         |
| 2008   | 49ers de San Francisco   |        | Ne joue pas à cause d'une blessure | Ne joue pas à cause d'une blessure | Ne joue pas à cause d'une blessure | Ne joue pas à cause d'une blessure | Ne joue pas à cause d'une blessure | Ne joue pas à cause d'une blessure | Ne joue pas à cause d'une blessure |         |       |         |         |         |         |
| 2009   | 49ers de San Francisco   | 11     | 372                                | 225                                | 60,5                               | 2 350                              | 18                                 | 12                                 | 81,5                               | 24      | 51    | 2,1     | 0       |         |         |
| 2010   | 49ers de San Francisco   | 11     | 342                                | 204                                | 59,6                               | 2 370                              | 14                                 | 10                                 | 82,1                               | 18      | 60    | 3,3     | 0       |         |         |
| 2011   | 49ers de San Francisco   | 16     | 445                                | 273                                | 61,3                               | 3 144                              | 17                                 | 5                                  | 90,7                               | 52      | 179   | 3,4     | 2       |         |         |
| 2012   | 49ers de San Francisco   | 10     | 218                                | 153                                | 70,2                               | 1 737                              | 13                                 | 5                                  | 104,1                              | 31      | 132   | 4,3     | 0       |         |         |
| 2013   | Chiefs de Kansas City    | 15     | 508                                | 308                                | 60,6                               | 3 313                              | 23                                 | 7                                  | 89,1                               | 76      | 431   | 5,7     | 1       |         |         |
| 2014   | Chiefs de Kansas City    | 15     | 464                                | 303                                | 65,3                               | 3 265                              | 18                                 | 7                                  | 93,4                               | 49      | 254   | 5,2     | 1       |         |         |
| 2015   | Chiefs de Kansas City    | 16     | 470                                | 307                                | 65,3                               | 3 486                              | 20                                 | 7                                  | 95,4                               | 84      | 498   | 5,9     | 2       |         |         |
| 2016   | Chiefs de Kansas City    | 15     | 489                                | 328                                | 67,1                               | 3 502                              | 15                                 | 8                                  | 91,2                               | 48      | 134   | 2,8     | 5       |         |         |
| 2017   | Chiefs de Kansas City    | 15     | 505                                | 341                                | 67,5                               | 4 042                              | 26                                 | 5                                  | 104,7                              | 60      | 355   | 5,9     | 1       |         |         |
| 2018   | Redskins de Washington   | 10     | 328                                | 205                                | 62,5                               | 2 180                              | 10                                 | 5                                  | 85,7                               | 41      | 168   | 4,1     | 1       |         |         |
| 2019   | Redskins de Washington   |        | Ne joue pas à cause d'une blessure | Ne joue pas à cause d'une blessure | Ne joue pas à cause d'une blessure | Ne joue pas à cause d'une blessure | Ne joue pas à cause d'une blessure | Ne joue pas à cause d'une blessure | Ne joue pas à cause d'une blessure |         |       |         |         |         |         |
| 2020   | Washington Football Team | 8      | 252                                | 167                                | 66,7                               | 1 582                              | 6                                  | 8                                  | 78,5                               | 10      | 3     | 0,3     | 0       |         |         |
| Totaux | Totaux                   | Totaux | 5 193                              | 3 250                              | 62,6                               | 35 650                             | 199                                | 109                                | 86,9                               | 580     | 2 604 | 4,5     | 15      |         |         |

## Palmarès

### Universitaire
- 2004 : 4e du trophée Heisman
- 2004 : 2e en NCAA à la passe
- Vainqueur du Fiesta Bowl en 2004

### NFL
- Sélectionné pour le Pro Bowl : 2013, 2016 et 2017
- Revenant de l'année : 2020